# Rega Trzebiatów
Rega Trzebiatów – klub piłkarski z siedzibą w Trzebiatowie. W sezonie 2024/2025 występuje w klasie okręgowej (grupa zachodniopomorska I). W sezonach 2006/07 i 2007/08 w III lidze.

## Historia
21 czerwca 2002 z połączenia Regi Trzebiatów i Meridy 1879 Trzebiatów powstał Gminny Klub Sportowy „Rega-Merida” Trzebiatów. Nazwa Merida 1879 pochodziła od Jednostki Wojskowej nr 1879 w Trzebiatowie. Klub wtedy posiadał barwy czerwono-biało-niebieskie, a trenerem był m.in. Jarosław Ziółkowski. W czerwcu 2008 reaktywowano poprzednią nazwę Rega Trzebiatów, a nowym trenerem zespołu został Andrzej Miązek. Zimą 2010/2011 klub opuściło wielu graczy pierwszego składu, a nowym szkoleniowcem został ponownie Kamil Twarzyński. Zlikwidowano również Regę II Trzebiatów, a wszystkich piłkarzy z tej drużyny na stałe przeniesiono do pierwszego zespołu.

## Klub w rozgrywkach ligowych
| Sezon   | Liga                                                   | Pozycja | Punkty | Bramki | Uwagi                    |
| ------- | ------------------------------------------------------ | ------- | ------ | ------ | ------------------------ |
| 2002/03 | IV liga (grupa zachodniopomorska)                      | 11      | 47     | 62-57  |                          |
| 2003/04 | IV liga (grupa zachodniopomorska)                      | 11      | 50     | 56-46  |                          |
| 2004/05 | IV liga (grupa zachodniopomorska)                      | 7       | 52     | 53-50  |                          |
| 2005/06 | IV liga (grupa zachodniopomorska)                      | 1       | 75     | 97-34  | awans                    |
| 2006/07 | III liga (grupa II)                                    | 9       | 42     | 34-35  |                          |
| 2007/08 | III liga (grupa II)                                    | 14      | 27     | 26-46  | spadek                   |
| 2008/09 | III liga (grupa pomorsko-zachodniopomorska)            | 6       | 51     | 46-39  | [ a ]                    |
| 2009/10 | III liga (grupa pomorsko-zachodniopomorska)            | 2       | 58     | 50-27  |                          |
| 2010/11 | III liga (grupa pomorsko-zachodniopomorska)            | 15      | 20     | 28-62  | spadek                   |
| 2011/12 | IV liga (grupa zachodniopomorska)                      | 16      | 8      | 19-111 | spadek                   |
| 2012/13 | Szczecińska Liga Okręgowa                              | 16      | 6      | 19-97  | spadek                   |
| 2013/14 | Regionalna Klasa Okręgowa (grupa szczecińska północna) | 7       | 44     | 47-48  |                          |
| 2014/15 | Regionalna Klasa Okręgowa (grupa szczecińska północna) | 1       | 72     | 96-31  | awans                    |
| 2015/16 | Szczecińska Liga Okręgowa                              | 5       | 55     | 61-44  |                          |
| 2016/17 | Szczecińska Liga Okręgowa                              | 2       | 69     | 78-37  | awans                    |
| 2017/18 | IV liga, gr. zachodniopomorska                         | 6       | 52     | 74-68  |                          |
| 2018/19 | IV liga, gr. zachodniopomorska                         | 6       | 59     | 68-42  |                          |
| 2019/20 | IV liga, gr. zachodniopomorska                         | 11      | 26     | 27-30  | [ b ]                    |
| 2020/21 | IV liga, gr. zachodniopomorska                         | 15      | 53     | 68-81  | spadek                   |
| 2021/22 | Klasa Okręgowa, gr. zachodniopomorska I                | 2       | 74     | 92-33  | przegrane baraże o awans |
| 2022/23 | Klasa Okręgowa, gr. zachodniopomorska I                | 3       | 69     | 109-39 |                          |
| 2023/24 | Klasa Okręgowa, gr. zachodniopomorska I                | 3       | 74     | 100-32 |                          |
| 2024/25 | Klasa Okręgowa, gr. zachodniopomorska I                | 2       | 79     | 96-23  | przegrane baraże o awans |

| Oznaczenie kolorami   |
| --------------------- |
| drugi poziom ligowy   |
| trzeci poziom ligowy  |
| czwarty poziom ligowy |
| piąty poziom ligowy   |
| szósty poziom ligowy  |
| siódmy poziom ligowy  |